# Werner Hasitschka
Werner Hasitschka (* 1953 in Wien) ist ein österreichischer Kultur- und Wirtschaftswissenschaftler und war von 2002 bis 2015 Rektor an der Universität für Musik und darstellende Kunst in Wien.

## Leben
Hasitschka studierte von 1972 bis 1976 Sozial- und Wirtschaftswissenschaften an der Wirtschaftsuniversität Wien. Er schloss sein Studium mit dem Magister ab und  absolvierte anschließend eine Ausbildung zum Kommunikationstrainer, 1980 wurde er mit einer Arbeit über „Organisationsspezifische Marketing-Instrumentarien“ zum Doktor der Sozial- und Wirtschaftswissenschaften promoviert. 1986 erhielt er die Lehrbefugnis (venia docendi) für das Fach Betriebswirtschaftslehre.
Ab 1977 war er an Wirtschaftsuniversität Wien als Universitätsassistent bzw. -dozent tätig. Im Jahr 1988 wurde er Assistenzprofessor und leitete von 1989 bis 1991 das Außeninstitut der Wirtschaftsuniversität Wien.
Im Jahr 1991 wechselte Hasitschka an die Universität für Musik und darstellende Kunst Wien und wurde dort Ordinarius für Kulturbetriebslehre. Er übernahm die Leitung des „Instituts für Kulturmanagement“ und  leitete ab 1992 auch den Lehrgang für Kulturmanagement.
Von 1999 bis 2001 war er Vorsitzender des  Universitätskollegiums. 2001 wurde er von der Universitätsversammlung zum Rektor der Universität für Musik und darstellende Kunst Wien gewählt. 2003, 2007 und 2010 wurde Hasitschka jeweils im Amt bestätigt. Seine vierte Amtszeit endete im September 2015.
Forschungsschwerpunkte von Werner Hasitschka sind „Theoretische Grundlagen der Kulturbetriebslehre“, „Kulturmanagement“ und  „Werteforschung“.

## Schriften (Auswahl)
- Zus. mit Harald Hruschka: Nonprofit-Marketing. Vahlen, München 1982, ISBN 3-8006-0960-6
- Hrsg. zus. mit Harald Hruschka: Handels-Marketing. de Gruyter, Berlin, New York 1984, ISBN 3-11-009877-6
- Betriebswirtschaftliche Krisenprophylaxe. Theoretische Grundlagen einer Modellierung der flexiblen Schockabsorption. Poeschel, Stuttgart 1988, ISBN 3-7910-0409-3
- Kulturmanagement. Materialiensammlung, IKM Wien 1995
- Kulturbetriebslehre. Materialiensammlung, IKM Wien 1995
- Kulturbetriebslehre und Kulturmanagement. Interaktionsanalytischer Ansatz. Arbeitspapier, IKM Wien 1997
- Kulturbetriebslehre. Zur Dialektik von Kultur und Organisation. Loecker, Wien 2018